# Dongshan (Condado de Tainan)
Dongshan (chinês: 東山 區, pinyin: Dōngshān, Wade–Giles: Tung-shan) é um distrito rural do condado de Tainan, República da China (Taiwan). O distrito tinha uma população de 21 568 habitantes em 2016 representando 0,091% da população total do país.

## Divisões administrativas
Dake, Gaoyuan, Jingshan, Keli, Linan, Lingnan, Nanshi, Nanxi, Sanrong, Shengxian, Shuiyun, Tunghe, Tungshan, Tungyuan, Tungzheng e Tungzhong.